# Erik Arvidsson (Stålarm)
Erik Arvidsson (Stålarm), död 1569 var en finlandssvensk häradshövding och svenskt riksråd. Han var son till lagmannen i Karelen Arvid Eriksson (Stålarm) den äldre och Christina Knutsdotter.
Erik Arvidsson var herre till Grabacka och Sydenmoa samt Bröttorp i Nyland. Han blev 1549 häradshövding i Raseborgs län och 1555 slottsloven på Viborgs slott. Han var med och med sitt sigill förseglade viktiga statsakter som Västerås arvförening 1544 och Gustav Vasas testamente 1560. År 1569 utnämndes han till riksråd, men avled samma år.
Erik Arvidsson var sedan 1530 gift med sin styvsyster Beata Grabbe. De fick minst sju barn, däribland den flera gånger dödsdömde Arvid Eriksson (Stålarm) den yngre och hovfunktionären Hebbla Stålarm.